# Lizzano (Apulië)
Lizzano is een gemeente in de Italiaanse provincie Tarente (regio Apulië) en telt 9.582 inwoners (2022). De oppervlakte bedraagt 46,3 km², de bevolkingsdichtheid is 220 inwoners per km².

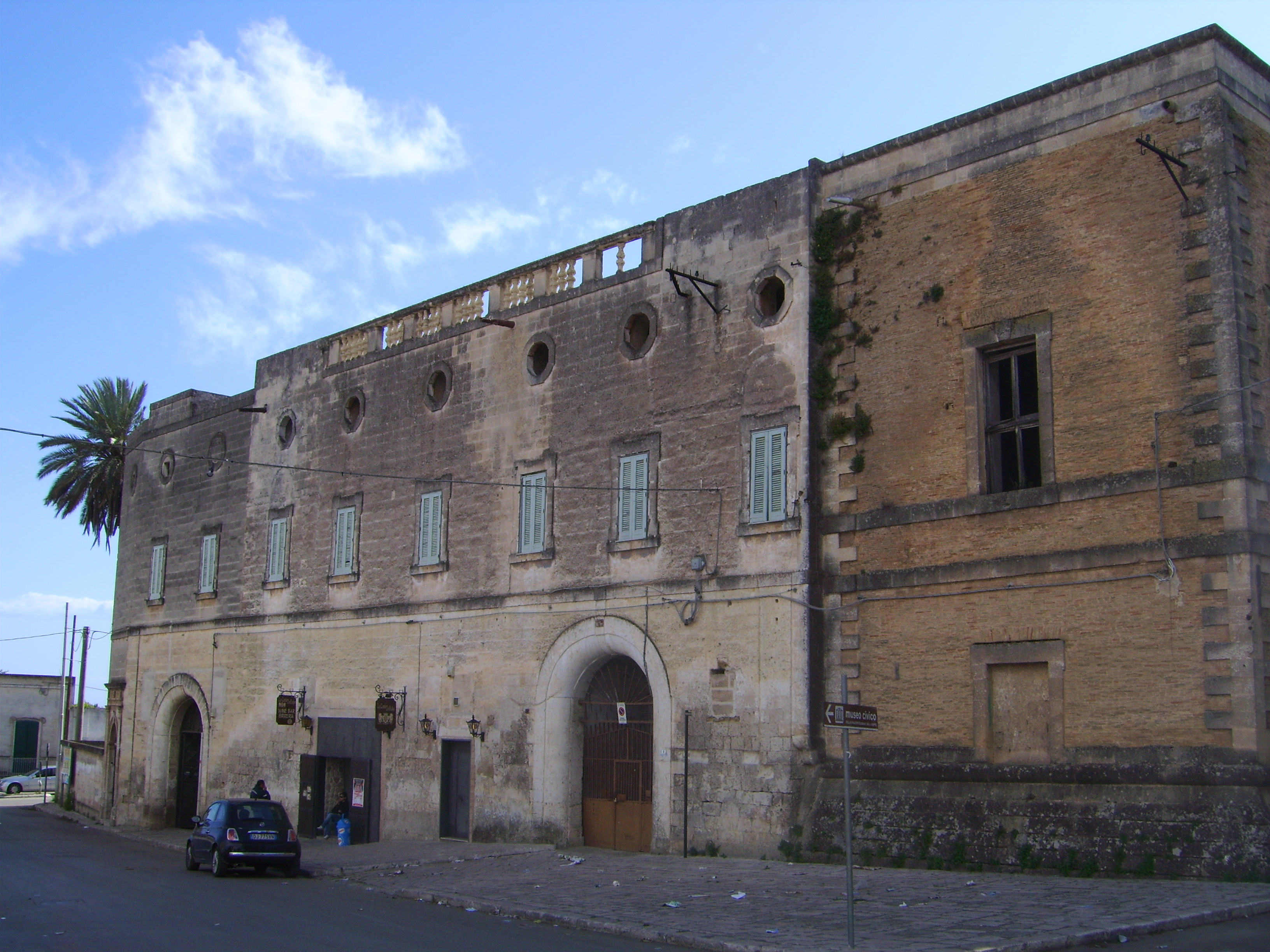
Kasteel van Lizzano
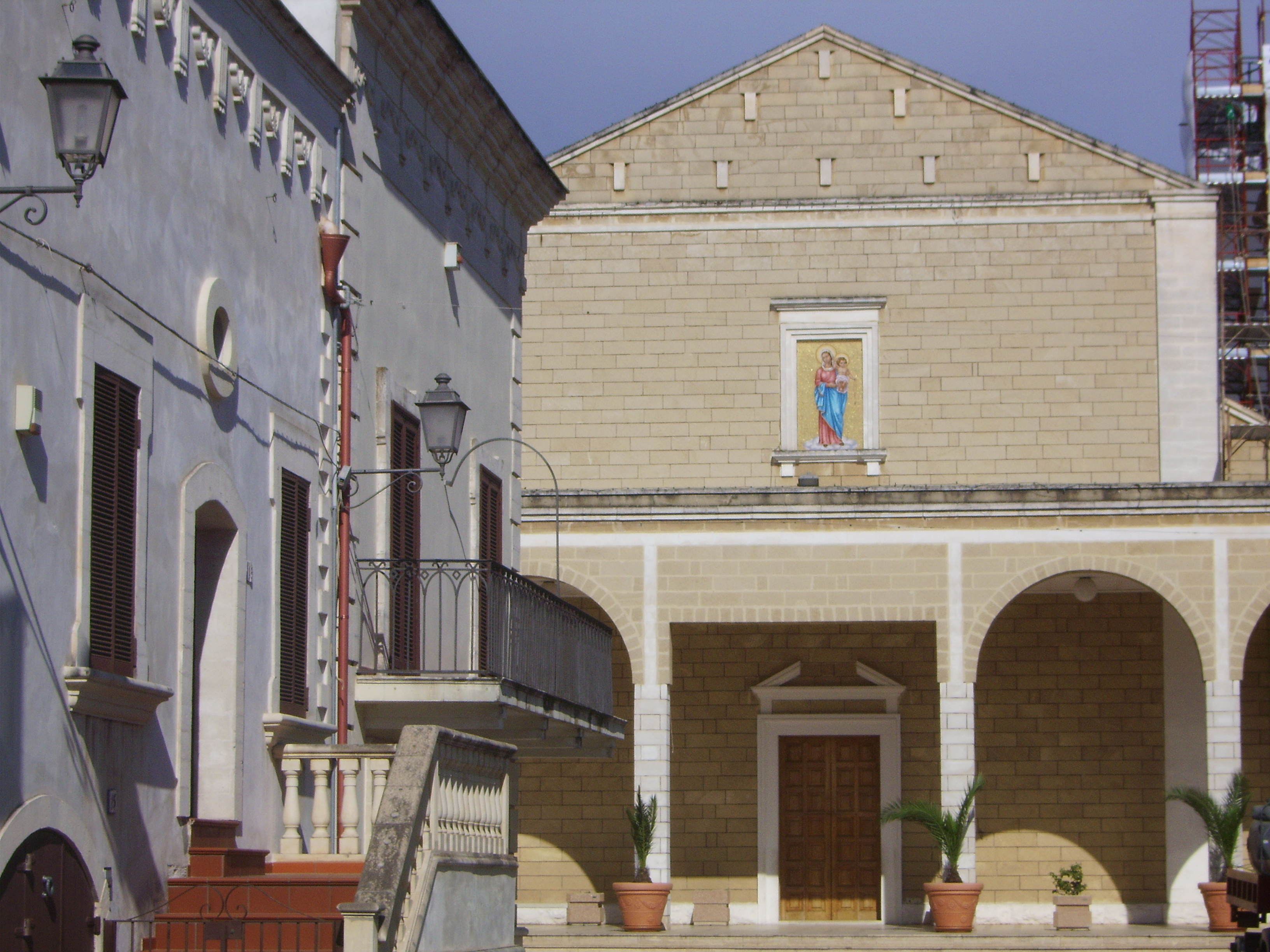
Parochiekerk van San Nicola
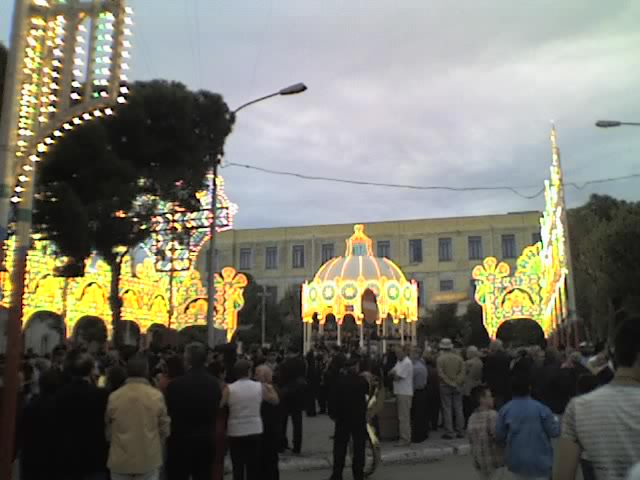
Piazza San Pasquale

## Demografie
Lizzano telt ongeveer 3423 huishoudens. Het aantal inwoners steeg in de periode 1991-2001 met 2,7% volgens cijfers uit de tienjaarlijkse volkstellingen van ISTAT.
| Jaar | Inwoneraantal |
| ---- | ------------- |
| 1991 | 9926          |
| 2001 | 10.195        |

## Geografie
Lizzano grenst aan de volgende gemeenten: Fragagnano, Sava, Tarente, Torricella.
Avetrana · Carosino · Castellaneta · Crispiano · Faggiano · Fragagnano · Ginosa · Grottaglie · Laterza · Leporano · Lizzano · Manduria · Martina Franca · Maruggio · Massafra · Monteiasi · Montemesola · Monteparano · Mottola · Palagianello · Palagiano · Pulsano · Roccaforzata · San Giorgio Ionico · San Marzano di San Giuseppe · Sava · Statte · Tarente · Torricella
1. ↑  https://demo.istat.it/?l=it.